# Máximo Feldtmann
Máximo Feldtmann es un deportista argentino que compitió en vela en la clase Soling. Ganó tres medallas de bronce en el Campeonato Mundial de Soling entre los años 2007 y 2014.

## Palmarés internacional
| Campeonato Mundial | Campeonato Mundial       | Campeonato Mundial | Campeonato Mundial |
| Año                | Lugar                    | Medalla            | Clase              |
| ------------------ | ------------------------ | ------------------ | ------------------ |
| 2007               | San Isidro (Argentina)   | Medalla de bronce  | Soling             |
| 2008               | Scarlino (Italia)        | Medalla de bronce  | Soling             |
| 2014               | Punta del Este (Uruguay) | Medalla de bronce  | Soling             |